# 竹俣慶綱
竹俣 慶綱（たけのまた よしつな）は、戦国時代・安土桃山時代の越後国の武将、上杉氏の家臣で揚北衆の一人。竹俣清綱の孫。竹俣為綱の子。

## 生涯
上杉謙信に従い永禄4年（1561年）の川中島の戦いでは、乗馬武具を失いながら奮戦し賞された。その後も本庄繁長の乱など、各地を転戦している。
謙信死後の御館の乱では上杉景勝を支持し、新発田長敦・斎藤朝信と共に武田勝頼との交渉にあたっている。
織田信長の侵攻で越中国魚津城の守備を任され、天正10年（1582年）魚津城の戦いでは上杉方の守将として奮戦したが、織田軍の柴田勝家に攻められ山本寺孝長・吉江宗信・中条景泰ら12将と共に討死した。自刃したのは本能寺の変で信長が死去した翌日のことであった。
子孫に米沢藩で上杉綱憲の傅役を務め、竹俣西家の祖となった竹俣義秀や上杉治憲（鷹山）の藩政改革で鷹山の右腕として活躍した竹俣当綱などがいる。